# Corydoras eversi
El coridoras guaraná (Corydoras eversi) es una pequeña especie de pez siluriforme de agua dulce de la familia Callichthyidae y del género Corydoras. Habita en aguas tropicales del centro de América del Sur.

## Taxonomía
Esta especie fue descrita originalmente en el año 2016 por los ictiólogos Luiz Fernando Caserta Tencatt y Marcelo Ribeiro de Britto.
Esta especie es el mismo taxón que provisionalmente I. A. Fuller y H. G. Evers denominaron Corydoras sp. ‘‘C65’’ y Corydoras sp. ‘‘Guarana’’, para identificar a la población de un coridora que aún no estaba descrita para la ciencia,
Localidad tipo
La localidad tipo referida es: “arroyo sin nombre (en las coordenadas: 15°53′1″S 51°41′34″O / -15.88361, -51.69278), afluente del río Araguaia, cerca de Montes Claros de Goiás, estado de Goiás, Brasil”.
Holotipo
El ejemplar holotipo designado es el catalogado como: MNRJ 43195, el cual midió 44,5 mm. Fue colectado el 21 de marzo de 1998 por Hans-Georg Evers y P. V. da Silva. Los paratipos fueron los catalogados como: MZUSP 117333; NUP 17309; NUP 17310; ZUFMS-PIS 4062, todos con los mismos datos del holotipo.
Etimología
Etimológicamente el nombre genérico Corydoras se construye con palabras del idioma griego, en donde kóry es 'yelmo', 'coraza', 'casco', y doras es 'piel'. Esto se relaciona a la carencia de escamas y la presencia de escudos óseos a lo largo del cuerpo.
El término específico eversi es un epónimo que refiere al apellido de la persona a quien fue dedicada, el acuarista Hans-Georg Evers, por ser amigo de uno de los autores y un gran entusiasta en la reproducción de especies de este género. Además, Hans fue uno de los colectores de los ejemplares utilizados en su descripción y de los que luego dieron descendencia a los que son mantenidos y criados en el acuarismo.

## Distribución geográfica y hábitat
Habita en el centro de Sudamérica, en un curso fluvial con fondo de arena y de aguas cálidas, claras y rápidas, correspondiente a la cuenca del río Araguaia, un integrante de la cuenca del Amazonas, en el centro-norte de Brasil. Allí es la única especie del género Corydoras.

## Características
Corydoras eversi posee un color de fondo con tonos anaranjados, sobre el cual se disponen innumerables puntos. El color naranja claro se mantiene en cautividad solo si las condiciones del agua son las adecuadas a sus requerimientos.
Esta especie se puede distinguir de las otras especies similares del género Corydoras por tener el infraorbital 1 con una gran expansión laminar ventral; por presentar el infraorbital 2 en contacto con el pterótico compuesto; por tener la superficie ventral del tronco densamente cubierta por plaquetas coalescentes relativamente bien desenvueltas y por exhibir en los flancos densas manchas irregulares de color marrón muy oscuro o negro.

## Conservación
Desde que se colectaron los únicos ejemplares de esta especie en el año 1998 hasta el año 2016 en que fue descrita, no se han vuelto a realizar nuevas expediciones al área tipo, único lugar donde se sabe con certeza que la especie existe, por lo que no se sabe cómo evolucionó el estado de conservación del biotopo, si bien se sospecha que podría vivir también en otros cursos de la zona. En 1998 el área presentaba un elevado grado de deforestación y era explotada económicamente mediante ganadería. A pocos kilómetros estaba asentado un campamento del Movimiento de los Trabajadores Rurales Sin Tierra (MST). A pesar de estas potenciales amenazas, los autores recomendaron que sea clasificada como una especie bajo “preocupación menor” (LC) en la obra: Lista Roja de Especies Amenazadas confeccionada por la organización internacional dedicada a la conservación de los recursos naturales Unión Internacional para la Conservación de la Naturaleza (IUCN).